# Patti Yasutake
Patti Yasutake, née le 6 septembre 1953 à Gardena en Californie aux États-Unis et morte le 5 août 2024  à Santa Monica en Californie, est une actrice américaine de théâtre, de cinéma et de télévision et metteuse en scène. Elle est surtout connue pour son interprétation de l'infirmière Alyssa Ogawa (en) dans la série Star Trek : The Next Generation et pour son rôle de Fumi Nakai dans la série Acharnés.

## Biographie

### Jeunesse et formation
Yasutake est née le 6 septembre 1953 à Gardena, en Californie et réside à Hollywood, en Californie. Ses parents, Michael et Jean Yasutake, ont trois autres enfants, Linda (Hayashi), Steven et Irene Hirano (en).
Yasutakee obtient un diplôme de théâtre à l'Université de Californie à Los Angeles (UCLA).

### Carrière

#### Au théâtre
Yasutake commence sa carrière artistique par le théâtre et sur une période de plus de trente ans. Elle débute au East West Players (en), organisation théâtrale américano-asiatique de Los Angeles, où elle travaille avec le légendaire Mako pendant six ans sur scène, au sein de l'équipe et du conseil d'administration, jouant plus d'une douzaine de spectacles. Elle travaille, entre autres, au New Mexico Repertory Theatre, à l'American Southwest Theatre, au Los Angeles Theatre Center, au San Diego Repertory Theatre, au Manhattan Theatre Club, au South Coast Repertory Theatre ou au Westwood Playhouse (devenu The Geffen Playhouse).
En tant que metteuse en scène, elle conçoit et met en scène des premières mondiales à East West Players (Doughball), au Richmond Shepherd Theater (The single man) et à l'Ensemble Studio Theater (Father, I must have rice), ainsi qu'une reprise très remarquée de Tea à l'Odyssey Theater.
Elle dirige également des ateliers de théâtre au Mark Taper Forum, à l'Arizona Theater Company, au Los Angeles Theater Center et au Geffen Playhouse.

#### À la télévision et au cinéma
La carrière d'actrice de Yasutake à la télévision commence en 1985 avec une apparition dans la série Hooker.
Yasutake fait ses débuts au cinéma dans la comédie Gung Ho, du saké dans le moteur de Ron Howard, où le rôle remarqué d'Umeki Kazihiro, l'épouse japonaise relocalisée qui tente sincèrement de s'américaniser l’amène à jouer dans l'adaptation télévisée sur ABC entre 1986 et 1987.
En 1989, Yasutake est nommée par le Film Independent's Spirit Awards pour le Independent Spirit Award du meilleur second rôle féminin (en) pour son rôle dans The Wash (en).
Elle incarne le rôle de l'infirmière Alyssa Ogawa dans la série Star Trek : The Next Generation (pendant 16 épisodes entre 1990 et 1994) dont elle reprend le rôle dans les films Star Trek : Générations (1994) et Star Trek : Premier Contact (1997).
Elle est connue également pour son interprétation féroce et acclamée par la critique de Fumi Nakai, belle-mère féroce et sans complaisance d'Amy Lau, interprétée par Ali Wong, dans la série Acharnées de Netflix en 2023.
Yasutake apparaît dans de nombreuses séries, notamment : The Closer, Grey's Anatomy, Bones, Flash Forward, The Unit, Cold Case, NCIS Los Angeles, Boston Justice et dans des films : Drop Dead Gorgeous, Blind Spot et Road to Galveston, aux côtés de ses idoles, Joanne Woodard et Cicely Tyson.

#### Influence
Dans un article publié sur Startrek.com, Christine Dinh, rédactrice en chef du site, écrit que l'Ogawa de Yasutake est l'un des deux personnages récurrents d'origine asiatique présents dans la série en même temps, une rareté à une époque où « il y avait si peu de personnages qui me ressemblaient à l'écran dans les médias occidentaux que je pouvais les compter sur les doigts d'une main ». Elle estime qu'Ogawa a ouvert la voie à un avenir prometteur pour les femmes américaines d'origine asiatique. Elle souligne « Ce qui ressort de l'histoire d'Alyssa Ogawa, c'est qu'elle parle de l'expérience des Américains d'origine asiatique, mais qu'elle n'en parle pas ».

### Mort
Yasutake meurt d'une forme rare de lymphocyte T à l'UCLA Santa Monica Medical Center (en), le 5 août 2024, à l'âge de 70 ans,.

## Filmographie

### Cinéma
- 1984 : Tales of Meeting and Parting (court métrage) de Lesli Linka Glatter
- 1986 : Gung Ho, du saké dans le moteur de Ron Howard : Umeki Kazuhiro
- 1988 : The Wash (en) de Michael Toshiyuki Uno : Marsha
- 1992 : Arrête ou ma mère va tirer ! de Roger Spottiswoode : Leslie, présentatrice du journal télévisé
- 1994 : Star Trek : Générations de David Carson : infirmière Alyssa Ogawa (en)
- 1996 : Star Trek : Premier Contact de Jonathan Frakes : infirmière Alyssa Ogawa
- 1997 : Clockwatchers de Jill Sprecher : femme du théâtre (non créditée)

### Télévision
- 1986 : Gung Ho (série TV) (en) : Umeki Kazuhiro
- 1991 : Without Warning: The James Brady Story (en) de Michael Toshiyuki Uno : thérapeute
- 1991 : Fatal Friendship : Ling Landrum
- 1993 : Blind Spot : Dr Charbonneau
- 1993 : Donato père et fille de Rod Holcomb : Dr Stewart
- 1993 : Lush Life : docteur
- 1994 : Star Trek: The Next Generation : infirmière Alyssa Ogawa (en) (16 épisodes)
- 1995 : Dangerous Intentions (en) de Michael Toshiyuki Uno : Lois
- 1995 : Abandonnée et trahie de Joseph Dougherty : responsable de l'aide sociale
- 1996 : Road to Galveston : infirmière Dickerson
- 1999 : A Face to Kill For : D.A. Rowland
- 1999 : Belles à mourir de Michael Patrick Jann : Madame Howard
- 2000 : The Mutant Watch
- 2003 : Urgences : Kito
- 2007 : Cold Case : Affaires classées : Barbara Takahashi
- 2020 : Unbelievable!!!!! (en) de Steven L. Fawcette : Dr Beverly Krasher
- 2023 : Acharnés Lee Sung Jin : Fumi Nakai

### Doublage de jeux vidéo
- 2001 : Star Trek: Armada II : voix additionnelles
- 2024 : Like a Dragon: Infinite Wealth : Akane Kishida